# Paul Karl Feyerabend
Paul Karl Feyerabend [paʊl kaʁl ˈfaɪɐˌaːbɛnt], avstrijski filozof, * 13. januar 1924, Dunaj,  Avstrija, † 11. februar 1994, Genolier, Vaud, Švica.
Paul Feyerabend je eden izmed štirih velikih filozofov znanosti dvajsetega stoletja (skupaj z Karlom Popperjem, Imreom Lakatosom in Thomasom Kuhnom), znan predvsem po svoji ostri kritiki znanstvene metode, ki mu je prislužila naslov "največjega sovražnika znanosti".

## Življenje
Paul Feyerabend se je rodil leta 1924 materi šivilji in očetu javnemu uslužbencu. Bil je izjemen učenec; zanimal se je predvsem za astronomijo, gledališče in petje - še posebej slednje je ostalo njegov velik interes skozi življenje. Po maturi leta 1942 je bil vpoklican v Arbeitsdienst in dodeljen enoti v Quelern-en-Bas, Bretanija. Kmalu je začel prostovoljno obiskovati oficirsko šolo, saj se je želel izogniti prvi bojni črti. Julija 1943 je hladnokrvno sprejel novico, da je njegova mati storila samomor. Decembra istega leta je pričel opravljati častniško službo na severnem delu Vzhodne fronte, kjer je bil povišan v poročnika in odlikovan z železnim križcem. Med umikom nemške vojske s fronte je bil trikrat zadet, enkrat v hrbtenico, zaradi česar je preostanek druge svetovne vojne preživel v bolnišnici. Od takrat naprej je hodil le še ob palici.
Leta 1947 se je vrnil na Dunaj, kjer je pričel s študijem sociologije in zgodovine, saj je menil, da sta ta dva predmeta veliko bolj življenjska kot fizika. Kljub temu je kmalu prešel na slednjo, nato pa še na filozofijo. Avgusta 1948 se je prvič udeležil mednarodnega poletnega seminarja Avstrijskega kolidža v Alpbachu, kjer je spoznal filozofa znanosti Karla Popperja in marksista Walterja Hollitscherja, postal pa je tudi sekretar za znanost. Bil je ustanovni član in vodja Kraftovega krožka, ki se je sestajal do leta 1952. Velik vpliv na Feyerabendov odnos do znanosti so imeli poskusi Felixa Ehrenfahrta, ki jih takratna znanost ni znala povsem pojasniti. Leta 1951 je doktoriral iz bazičnih stavkov in dobil štipendijo Britanskega sveta za študij na Cambridgeu pod mentorstvom Ludwiga Wittgensteina, ki pa je pred študentovim prihodom v Anglijo umrl. Za novega mentorja si je Feyerabend izbral Karla Popperja in začel študirati na londonski LSE. Poleti 1953 je zavrnil mesto Popperjevega asistenta in se vrnil na Dunaj, kjer je postal asistent Arthurja Papa. Prevedel je Popperjevo delo Odprta družba in njeni sovražniki ter napisal več enciklopedičnih člankov.
Svojo prvo zaposlitev je dobil kot predavatelj filozofije znanosti na Univerzi v Bristolu. Leta 1958 je začel predavati na Berkeleyju v Kaliforniji in kmalu pridobil državljanstvo ZDA. Na Berkleyju je z vmesnimi prekinitvami delal do upokojitve v letu 1990, sočasno pa je imel predavanja tudi na univerzah v Londonu, Sussexu, Yaleu, Berlinu, Aucklandu in na ETH Zürich. V Londonu se je sprijateljil z Imreom Lakatosom, s katerim je nameraval napisati delo v dialogu Za in proti metodi (For and Against Method), v katerem bi Lakatos zagovarjal raconalistični pogled na znanost, Feyerabend pa bi ga izpodbijal. Knjiga zaradi Lakatosove nepričakovane smrti v letu 1974 ni bila nikoli dokončana. Naslednje leto je Feyerabend izdal samostojno delo Proti metodi (Against Method), s katerim je predstavil in utemeljil svoje stališče epistemološkega anarhista. Napisal je še več knjig, ki so to načelo raziskovale in nadgrajevale, zapadel pa je tudi v depresijo. Zaradi možganskega tumorja je 1994. leta v bolnišnici v Genolieru umrl.

## Filozofija

### Epistemološki anarihzem
Teorija epistemološkega anarhizma pravi, da upoštevanje katerekoli metodologije nikoli ne pripelje do opaznejšega napredka znanosti. Pomembne teorije, kot na primer Demokritova atomistična teorija ali heliocentrizem, so vedno v nasprotju z uveljavljenim pogledom na svet in pogosto brez neoporečnih empiričnih dokazov (v Galilejevem času znanost še ni znala pojasniti delovanja teleskopa), torej ne v skladu z razumom. Če poskušamo novo teorijo oblikovati v skladu z že obstoječo, nudimo slednji po Feyerabendovem mnenju neupravičeno prednost, saj stara teorija ne more biti merilo za resničnost nove. Znanstvenik se torej ne sme podrejati znanstveni ali katerikoli drugi metodi, ampak mora obravnavati vse teorije kot enako verjetne. To idejo je Feyerabend strnil v znamenito izjavo: "Anything goes." S tem je znanosti ob bok med drugim postavil religijo, čarovništvo in mitologijo. Ker je znanost po tem takem le ena izmed ideologij, se je zavzemal celo za ločitev znanosti in države.

### Prevedeno v slovenščino
- Proti metodi. Ljubljana : Studia humanitatis, 1999. (COBISS[mrtva povezava])
- Spoznanje za svobodne ljudi. Ljubljana : Krtina, 2007. (COBISS[mrtva povezava])
- Znanost kot umetnost. Ljubljana : Sophia, 2008. (COBISS[mrtva povezava])

### Ostala pomembnejša dela
- Science in a Free Society. London: New Left Books, 1978.
- Der wissenschaftstheoretische Realismus und die Autorität der Wissenschaften. Braunschweig: Vieweg, 1978.
- Erkenntnis für freie Menschen. Frankfurt am Main: Suhrkamp Verlag, 1980.
- Grenzprobleme der Wissenschaften. Zürich : Verlag der Fachvereine, 1985. (COBISS[mrtva povezava])
- Philosophical Papers. Cambridge [etc.] : Cambridge University Press, 1986. (COBISS[mrtva povezava])
- Farewell to Reason. London: Verso/New Left Books, 1987.
- Three Dialogues on Knowledge. Oxford ; Cambridge : Blackwell, 1992. (COBISS[mrtva povezava])
- Killing time : the autobiography of Paul Feyerabend. Chicago ; London : University of Chicago Press, 1995. (COBISS[mrtva povezava])
- Conquest of Abundance : a tale of abstraction versus the richness of being. Chicago ; London : University of Chicago Press, 1999. (COBISS[mrtva povezava])
- Naturphilosophie. Frankfurt am Main: Suhrkamp Verlag, 2009.
- The Tyranny of Science. Cambridge ; Malden : Polity, 2011. (COBISS[mrtva povezava])